# Stokłosa Benekena
Stokłosa Benekena (Bromus benekenii (Lange) Trimen) – gatunek rośliny z rodziny wiechlinowatych. Występuje w Europie, zachodniej Azji i północno-zachodniej Afryce. W Polsce rośnie w rozproszeniu na terenie całego kraju, w większości regionów gatunek rzadki lub bardzo rzadki.

## Morfologia

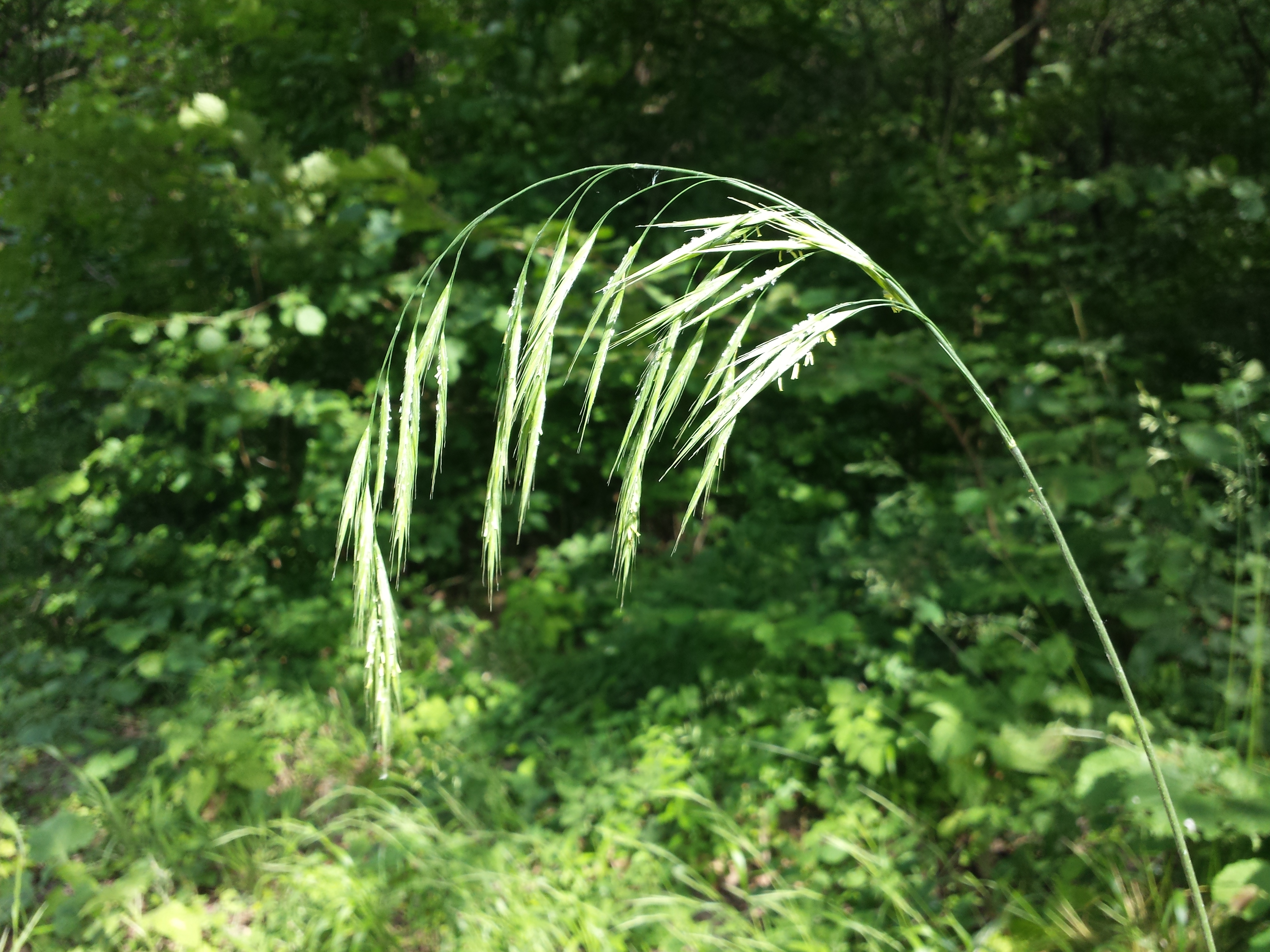
Kwiatostan

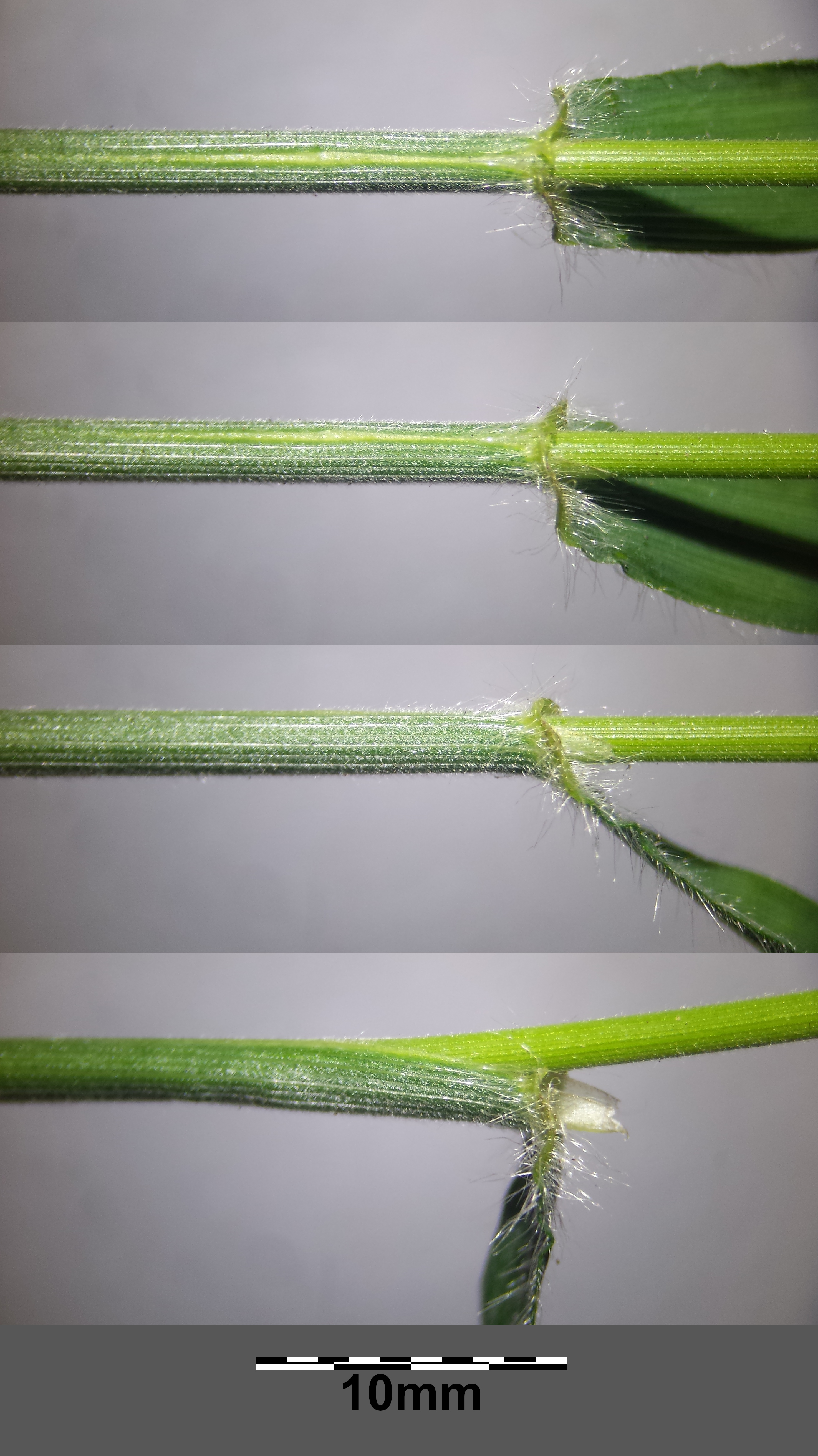
Nasada blaszki

PokrójTrawa gęstokępkowa.
ŁodygaŹdźbło do 1,5 m wysokości.
LiściePochwa liściowa gęsto, ale krótko omszona.
KwiatyZebrane w lancetowate, 7–9-kwiatowe kłoski do 3 cm długości, te z kolei zebrane w wiechę długości 15–20 cm, jednostronnie zwieszoną po dojrzeniu owoców. Plewa dolna jednonerwowa, górna - trójnerwowa. Plewka dolna dwuzębna, do 16 mm długości, z ością długości około 10 mm, wyrastającą między zębami.
OwoceZiarniaki.

## Biologia i ekologia
Bylina, hemikryptofit. Rośnie w lasach liściastych. Kwitnie od czerwca do sierpnia. Gatunek charakterystyczny związku Atropion belladonnae. Gatunek wyróżniający zespołu Arctietum nemorosi. Liczba chromosomów 2n = 28.